# Піроксмангіт
Піроксмангіт (англ. pyroxmangite; нім. Pyroxmangit m) — мінерал, силікат манґану і заліза ланцюжкової будови з групи піроксеноїдів.
Від назви мінералу піроксену і лат. «mangan» — манґан (W.E.Ford, W.M.Bradley, 1913).
Синоніми: родоніт залізистий, собраліт.

## Загальний опис
Хімічна формула:
- 1. За Є. Лазаренком: (Mn, Fe)7[Si7O21].
- 2. За «Fleischer's Glossary» (2004): MnSiO3.

Склад у % (з родовища Іва, штат Південна Кароліна, США): MnO — 20,72; FeO — 28,30; SiO2 — 47,17; H2O — 0,37. Домішки: Al2O3 (2,50); CaO (1,85).
Сингонія триклінна. Пінакоїдальний вид. Утворює включення і зернисті агрегати.
Густина 3,5-3,8.
Твердість 6,0-6,5.
Колір бурий до жовтуватого. Відомий у метаморфізованих родовищах марганцю разом з манґанистим фаялітом, геденбергітом, діопсидом, ґранатом.
Знайдений в Тунаберґ і Лонґбан (Швеція); Айра (шт. Півд. Кароліна), США; Тагучі (Японія); Брокен-Гілл (Австралія); Приморському краї (Росія). Рідкісний.